# NGC 6001
NGC 6001 est une lointaine et vaste galaxie spirale située dans la constellation de la Couronne boréale. Sa vitesse par rapport au fond diffus cosmologique est de 10 069 ± 7 km/s, ce qui correspond à une distance de Hubble de 148,5 ± 10,4 Mpc (∼484 millions d'al). NGC 6001 a été découverte par l'astronome germano-britannique William Herschel en 1785.
La classe de luminosité de NGC 6001 est III et elle présente une large raie HI. Selon la base de données Simbad, NGC 6001 est une radiogalaxie.